# Malansac
Malansac é uma comuna francesa na região administrativa da Bretanha, no departamento Morbihan. Estende-se por uma área de 36,42 km². Em 2010 a comuna tinha 2 243 habitantes (densidade: 61,6 hab./km²).